# Pobles túrquics
Els pobles túrquics o turquesos del nord i el centre d'Euràsia són pobles que parlen llengües de la família túrquica, i que comparteixen diversos trets històrics i culturals en diferents graus. La paraula "túrquic" representa una caracterització lingüística molt àmplia i no necessàriament una caracterització ètnica. En canvi, "turc" representa només els ciutadans i la nació anomenada Turquia. Les llengües turqueses són una subdivisió de la família de les llengües altaiques i una de les més àmpliament esteses en el món, ja que es parlen en una vasta regió que va des d'Europa fins a Sibèria.

## Distribució geogràfica

Nombre de parlants nadius de la família de les llengües turqueses.

Els pobles turquesos tenen moltes branques, i la seva població total és d'uns 150 milions de membres. Aproximadament, la meitat són turcs de Turquia, que en la seva major part habiten en el mateix estat i en les àrees dominades antigament per l'Imperi Otomà a Europa oriental, el nord d'Àfrica i el Pròxim Orient. L'altra meitat dels turquesos habita a Àsia central, Rússia, al sud del Caucas i al nord i centre de l'Iran.
En l'actualitat, hi ha sis estats turquesos independents: Azerbaidjan, el Kazakhstan, Kirguizstan, Turkmenistan, Turquia, i l'Uzbekistan, així com la República Turca de Xipre del Nord (només reconeguda per Turquia) i Nakhtxivan, una regió autònoma de l'Azerbaidjan. Hi ha diverses repúbliques autònomes turqueses i regions governades pels turquesos en la Federació Russa: Altai, Baixkortostan, Txuvàixia, Daguestan, Khakàssia, Karatxai-Txerkèssia, Tatarstan, Tuva i Iacútia. Cada república autònoma turquesa de la Federació Russa té la seva pròpia bandera, parlament, lleis i llengua oficial.
Hi ha dues regions autònomes turqueses importants: La regió autònoma Xinjiang Uigur (també coneguda com a Turquestan oriental) a l'oest de la Xina, i l'estat autònom de Gagaúsia, situat a Moldàvia oriental, que limita amb Ucraïna. A més, hi ha diverses regions turqueses no reconegudes a l'Iran i parts d'Iraq, Geòrgia, Bulgària, Grècia, Ucraïna (Crimea), Macedònia del Nord, Tadjikistan, Afganistan i l'oest de Mongòlia.

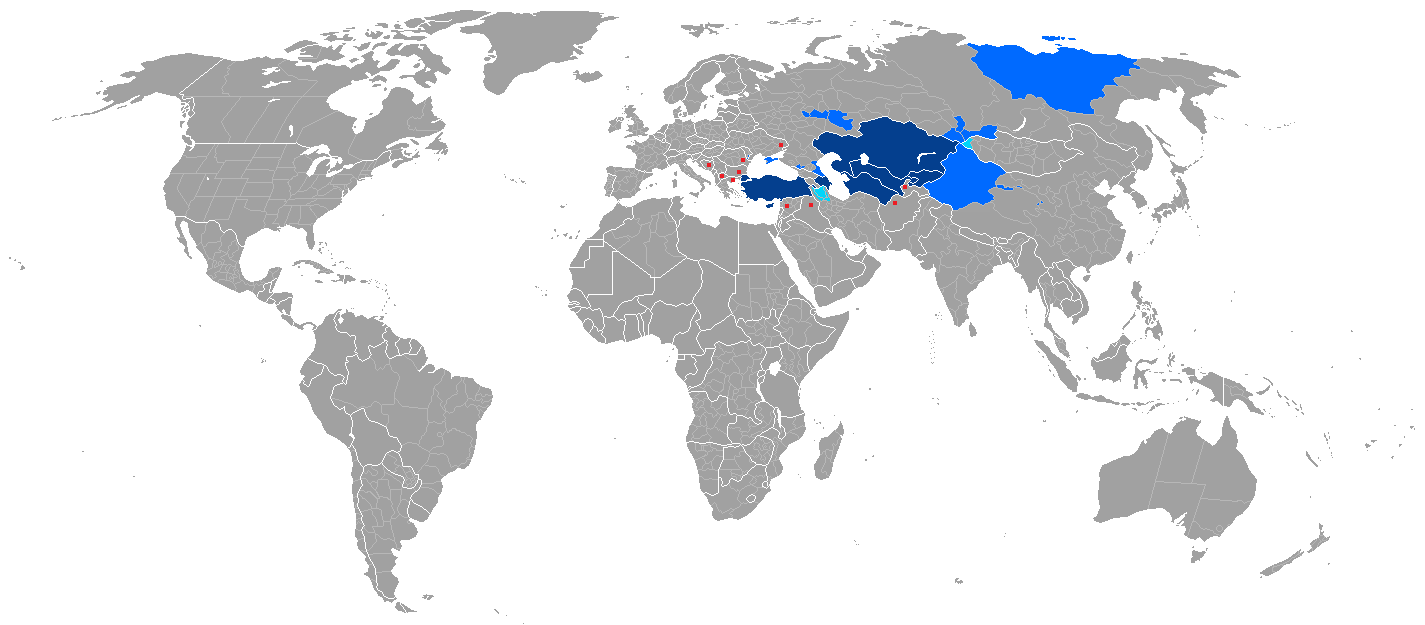
Estats i subdivisions autònomes en les quals una llengua turquesa té un estatus oficial.

## Llista de pobles turquesos
Aquesta és una llista incompleta de pobles turquesos:
- Afxar
- Aini
- Altai (Oirots)
- Àzeris
- Balkars (junt amb Karatxais, parlants de la llengua karatxai-balkar)
- Baixkirs
- Baranjars
- Bayat
- Bayindir
- Cumans
- Çavuldur
- Dolgans
- Döger
- Eymir
- Gagaüsos
- Göklan
- Iacuts
- Kankli
- Kara Gözlu
- Karakalpaks
- Karapapak
- Karatxais (junt amb Balkars, parlants de la llengua karatxai-balkar)
- Kayı
- Kazakhs
- Khakassos
- Khàzars
- Khionites
- Kimaks
- Krymtxaks (parlen una forma modificada del tàtar de Crimea)
- Kumyks
- Kirguís
- Nogais
- Qaixqais
- Kizilbaix (descendents de les set tribus turcmanes que bastiren l'exèrcit Kizilbaix)
- Salars
- Sarts
- Tàtars
- Tàtars de Crimea
- Tàtars de Belarús
- Turcmans
- Turcmans de l'Iraq
- Turcs de Bulgària
- Turcs de Turquia
- Tuvinians
- Txulims
- Txuvaixos
- Uigurs
- Uzbeks
- Yörük